# Jérôme Soulès
Pour les articles homonymes, voir Soulès.
Jérôme Soulès né le 24 août 1760 à Lectoure et mort le 3 octobre 1833 à Paris est un général français de la Révolution et de l’Empire.

## Biographie
La maison natale de Jérôme Soulès (aujourd’hui rue Soulès) est à quelques dizaines de mètres de celle de son cadet, le futur maréchal Jean Lannes. 
Il commence sa carrière militaire le 5 juillet 1776, en tant que soldat au régiment de Hainaut. Il passe sergent le 25 mars 1782, puis cavalier dans la gendarmerie nationale le 29 juillet 1790. Brigadier le 10 juin 1793, il est employé à l' armée des Pyrénées orientales de 1793 à 1795. il est promu capitaine adjudant-major le 30 octobre 1793, et devient le 28 décembre suivant, lieutenant-colonel du 2e bataillon de volontaires du Gers. Passé à la 105e demi-brigade de bataille le 17 juin 1794, puis à la 99e de bataille le 18 mars 1796, il fait prisonnier un régiment ennemi le 14 avril 1796, à Dego. Le 30 mai, il commande le 3e bataillon du 51e régiment d'infanterie de ligne, à l'armée d'Italie. Il participe, sous Augereau à la bataille de Borghetto le 30 mai, et à la bataille de Castiglione le 5 août, au cours de laquelle il est blessé par un tir à l'épaule droite. Le 15 novembre, à la bataille du pont d'Arcole il est blessé d'un coup de feu au poignet gauche. 
Le 12 janvier 1798, il passe à l'armée d'Angleterre, puis il sert en Belgique dans les combats contre les insurgés. Il est promu chef de bataillon dans les grenadiers à pied de la Garde des consuls le 3 janvier 1800. Il se signale le 14 juin à la bataille de Marengo, et il en est récompensé par l'attribution d'un sabre d'honneur le 5 août 1801. Le 6 décembre 1801, il est nommé chef de brigade dans les chasseurs à pied de la Garde consulaire, puis il sert de 1803 à 1805, au camp de Boulogne. Il est fait commandeur de la Légion d'honneur le 14 juin 1804, et il est promu général de brigade le 17 octobre de la même année.
Il est considéré par ses supérieurs comme un officier de valeur et il fait les grandes campagnes de l’Empire. Il participe à la campagne de Prusse et de Pologne de 1806 à 1807, où il occupe le poste de commandant de deux régiments de chasseurs à pied de la Garde impériale à la bataille d’Iéna le 14 octobre 1806. Le 29 mars 1806, il a été fait chevalier de l'ordre du Mérite militaire de Bavière. Il devient ensuite commandant de deux régiments d’infanterie de la Garde impériale à la bataille d’Eylau le 8 février 1807. Il participe à la bataille de Friedland le 14 juin. Napoléon Ier le nomme au Sénat conservateur le 19 août 1807, et il est admis à la retraite le 10 février 1808.
Il est reprend du service en le 15 août 1809, comme commandant d'une division de la Garde nationale puis comme commandant de la 2e division de garde nationale sous Moncey en Belgique du 5 septembre 1809 au 23 avril 1810. Le 3 avril 1814, il adhère à la déchéance de Napoléon 1er, il est fait pair de France le 4 juin 1814 et chevalier de Saint-Louis le 19 juillet 1814. Au retour d'exil de Napoléon en 1815, il n'a pas participé aux événements des Cent-Jours. À la Seconde Restauration, il a participé comme juge au procès du maréchal Ney où il a voté pour la mort.
Le général Soulès meurt le 3 octobre 1833 à Paris, où il est inhumé au cimetière du Père-Lachaise dans la 28e division.

## Distinctions
- Comte de l’Empire le 16 juin 1808.
- Commandeur de la Légion d'honneur en date du 14 juin 1804.
- Chevalier de Saint-Louis en date du 19 juillet 1814.
- Chevalier de l’ordre militaire de Maximilien-Joseph de Bavière le 29 mars 1806.
- Il fait partie des 660 personnalités à avoir son nom gravé sous l'Arc de triomphe de l'Étoile. Il apparaît sur la 27e colonne (l’Arc indique SOULÈS).

## Iconographie
- Marie-Nicolas Ponce-Camus, Portrait du général Soulès, Salon de 1812, acheté par le musée national du château de Versailles et de Trianon en 1853.
- Marie-Nicolas Ponce-Camus, Portrait de Jérôme Soulès, 1812, salle des Illustres, Lectoure, hôtel de ville.
- Antoine Chazal, portrait dessiné en 1820[réf. nécessaire].

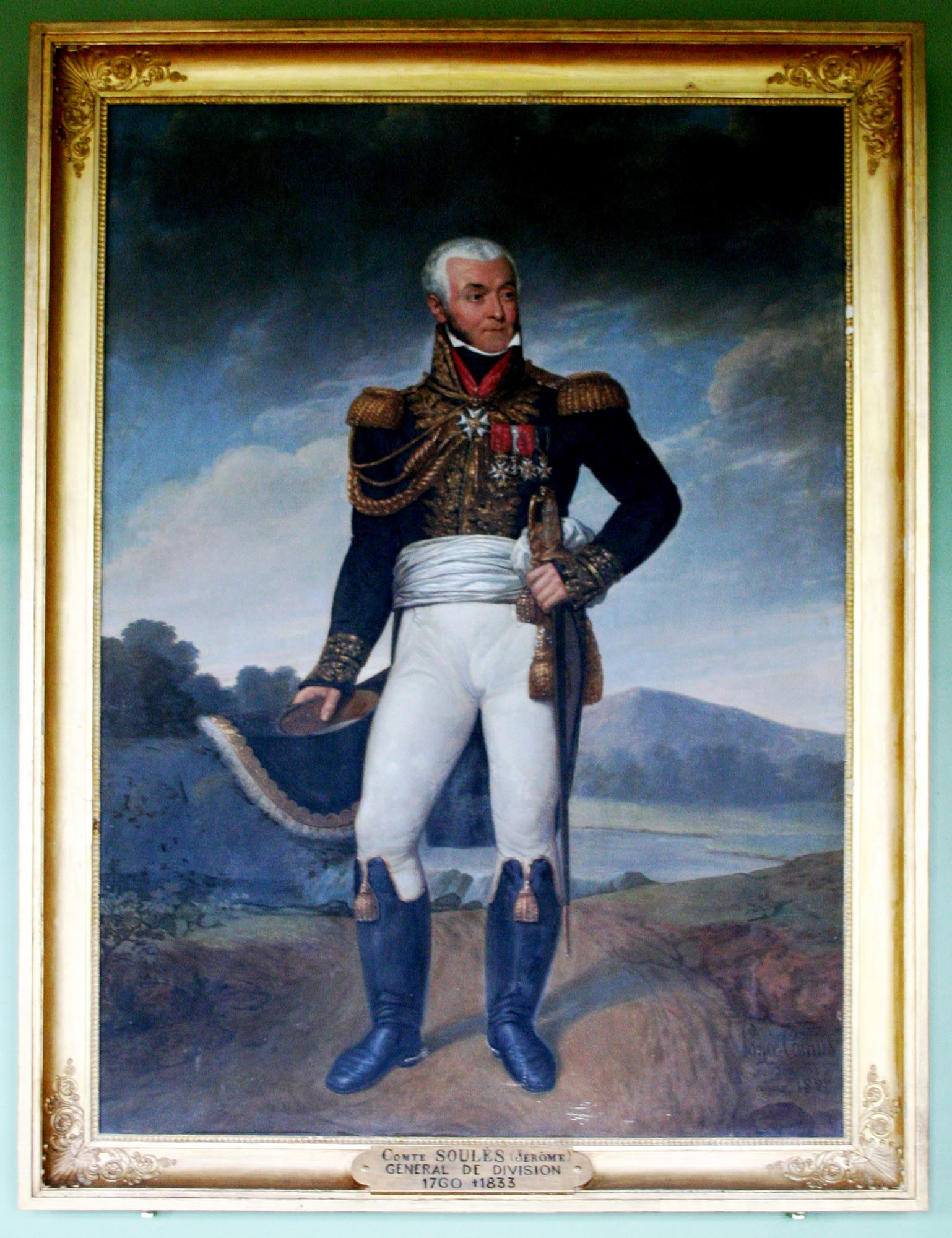
Marie-Nicolas Ponce-Camus, Portrait de Jérôme Soulès, 1812, hôtel de ville de Lectoure, salle des Illustres.
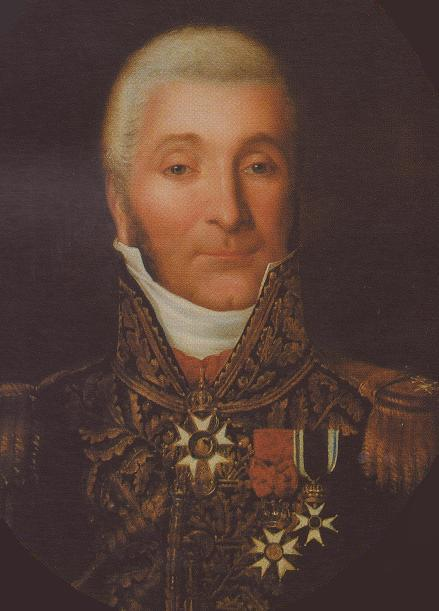
Anonyme, Portrait de Jérôme Soulès, localisation inconnue.